# Trancoso (Porto Seguro)
Trancoso é um distrito do município brasileiro de Porto Seguro, no litoral do estado da Bahia. Segundo o censo demográfico de 2022, realizado pelo Instituto Brasileiro de Geografia e Estatística (IBGE), sua população era de 18 618 habitantes e havia 6 693 domicílios particulares permanentes ocupados.
De acordo com o IBGE, em 2010 a população era de 11 006 habitantes e havia 4 816 domicílios particulares.
Situado a uma distância rodoviária de 725 km de Salvador (carro e ônibus) com tempo de viagem em média de 9 horas de duração.

## História

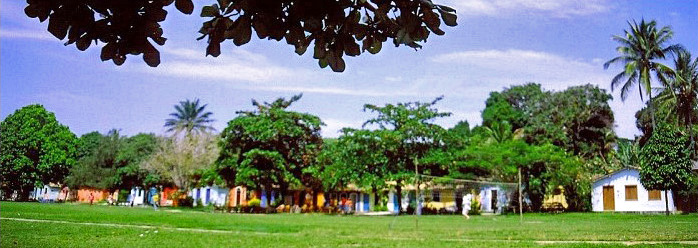
Casas no Quadrado

Segundo o capitão-de-mar-e-guerra Max Justo Guedes, do Serviço de Documentação da Marinha, foi no Rio dos Frades, em Trancoso, que a esquadra de Pedro Álvares Cabral desembarcou em 22 de abril de 1500, tomando posse do Brasil em nome de Portugal.
A atual povoação de Trancoso origina-se de uma aldeia jesuíta denominada São João Batista dos Índios, fundada em 1586. O povoado permaneceu desconhecido nacionalmente até ser descoberto no fim dos anos 1970 por hippies. Na época, era só um conjunto de casas dispostas ao redor de um grande gramado (o chamado "Quadrado"), com uma igreja ao fundo, de onde se tinha uma visão panorâmica do mar. Hoje, esse espaço é Praça São João, no Centro Histórico da cidade. A partir da década de 1990, com o incremento do turismo no estado e a construção de estradas e aeroportos, o potencial turístico da região sofreu um crescimento vertiginoso.